# (33436) 1999 FZ6
1999 FZ6 (asteroide 33436) é um asteroide da cintura principal. Possui uma excentricidade de 0.14841510 e uma inclinação de 8.92526º.
Este asteroide foi descoberto no dia 20 de março de 1999 por ODAS em Caussols.